# Run with U (canção dos Mamagama)
"Run with U" é uma canção da banda de rock do Azerbaijão Mamagama. A canção foi lançada a 19 de fevereiro de 2025 e foi escrita por Hasan «KHVS» Heydar, Roman Zee e Safael Mishiyev. Representou o Azerbaijão no Festival Eurovisão da Canção de 2025 mas não foi apurada para a final.

## Festival Eurovisão da Canção 2025

### Seleção interna
A emissora do Azerbaijão para o Festival Eurovisão da Canção, İctimai Televiziya (İTV), anunciou oficialmente a sua intenção de participar no Festival Eurovisão da Canção 2025 a 3 de agosto de 2024. A 4 de agosto de 2024, a İTV anunciou que tanto o artista como a canção que representariam o Azerbaijão no Festival Eurovisão da Canção 2025 seriam selecionados internamente. O anúncio convidou artistas e compositores interessados a submeter as suas candidaturas e canções até 15 de setembro de 2024. Os compositores podiam ser de qualquer nacionalidade. A 4 de fevereiro de 2025, a İTV anunciou que os Mamagama representariam o Azerbaijão. A seleção dos Mamagama como concorrentes do país para o Festival Eurovisão da Canção foi baseada na decisão de um júri composto por especialistas nacionais e internacionais da indústria musical.